# Pietro Barabaschi

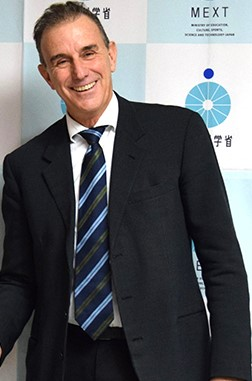
Pietro Barabaschi

Pietro Barabaschi (* 1965 in Mailand) ist ein italienischer Wissenschaftsmanager und Elektroingenieur. Er ist seit Oktober 2022 Generaldirektor von ITER.

## Karriere
Nach seinem Ingenieurs-Studium in Mailand arbeitete Barabaschi am Joint European Torus (JET) in Culham (Vereinigtes Königreich). Dort arbeitete er in der Abteilung für Maschinenentwicklung. 1992, kam er zum ITER Joint Central Team, in San Diego Joint Work Site, wo er sich in der Abteilung für Entwurfsintegration, mit Systemtechnik und -analyse befasste. Bis März 2006 war er Stellvertreter des Projektleiters und Leiter der Abteilung Entwurfsintegration des internationalen ITER-Teams in Garching. Mitte 2007 wurde er europäischer Projektmanager für das JT-60SA-Projekt.
Am 15. September 2022 wurde Barabaschi vom ITER Council, dem Aufsichtsgremium von ITER, zum Generaldirektor von ITER ernannt. Er begann seine Amtszeit als Generaldirektor der ITER-Organisation im Oktober 2022.
Barabaschi ist damit Nachfolger des im Mai 2022 gestorbenen Bernard Bigot. Bigots Stellvertreter Eisuke Tada war bis zur Ernennung von Barabaschi geschäftsführender Leiter der Projektes.

## Publikationen (Auswahl)
- P. Barabaschi, Yutaka Kamada, Hiroshi Shirai: Progress of the JT-60SA project. In: Nuclear Fusion. 2019, Band 59, Nummer 11, S. 112005 doi:10.1088/1741-4326/ab03f6.
- Hiroshi Shirai, P. Barabaschi, Yutaka Kamada: Progress of JT-60SA Project: EU-JA joint efforts for assembly and fabrication of superconducting tokamak facilities and its research planning. In: Fusion Engineering and Design. 2016, Band 109–111, S. 1701–1708 doi:10.1016/j.fusengdes.2015.10.026.
- M. Tran, R. Andreani, P. Barabaschi, A. Nijhuis, D. Van-Houtte: Report on the monitoring of the W7-X Magnet system. Enschede, The Netherlands: University of Twente, 2007. 25 S. (Report, Monitoring Ad-hoc Group Meeting, Greifswald).
- A. Grosman, J.M. Ané, P. Barabaschi, K.H. Finken, Ardeshir Mahdavi, Philippe Ghendrih, G. T. A. Huysmans, M. Lipa, Peter C. Thomas, E. Tsitrone: H-mode barrier control with external magnetic perturbations. In: Journal of Nuclear Materials. 2003, Band 313–316, S. 1314–1320 doi:10.1016/S0022-3115(02)01509-X.